# Neogea egregia
Neogea egregia là một loài nhện trong họ Araneidae.
Loài này thuộc chi Neogea. Neogea egregia được Wladislaus Kulczynski miêu tả năm 1911.